# Thái Anh Đĩnh
Thái Anh Đĩnh (tiếng Trung: 蔡英挺; Bạch thoại tự: Chhòa Eng-théng; sinh tháng 4 năm 1954) là Thượng tướng Quân Giải phóng Nhân dân Trung Quốc (PLA). Ông từng giữ chức vụ Tư lệnh Quân khu Nam Kinh từ năm 2012 đến năm 2016 và Viện trưởng Viện Hàn lâm Khoa học Quân sự Trung Quốc từ năm 2016 đến 2017.

## Tiểu sử
Thái Anh Đĩnh sinh tháng 4 năm 1954 tại Tấn Giang, tỉnh Phúc Kiến. Ông gia nhập Quân Giải phóng Nhân dân Trung Quốc năm 1970. Ông phục vụ trong nhiều năm ở tỉnh Phúc Kiến và được biết đến là có sự hiểu biết sâu sắc về tình hình quân sự tại Đài Loan. Năm 1996, khi Phó Chủ tịch Quân ủy Trung ương Trương Vạn Niên được phái đến Quân khu Nam Kinh để giám sát cuộc diễn tập quân sự ở eo biển Đài Loan, Thái Anh Đĩnh trở thành thư ký của ông. Ông cũng được bổ nhiệm làm Phó Chủ nhiệm Văn phòng Quân ủy Trung ương.
Năm 2002, Thái Anh Đĩnh trở lại Quân khu Nam Kinh làm Phó Tham mưu trưởng Quân khu. Năm 2004, ông được bổ nhiệm làm Tư lệnh Tập đoàn quân 31 Lục quân tại Hạ Môn thuộc Quân khu Nam Kinh. Năm 2007, ông lại về làm Tham mưu trưởng Quân khu Nam Kinh. Năm 2009, Thái Anh Đĩnh được thăng quân hàm Trung tướng. Năm 2011, ông được điều về Bắc Kinh làm Phó Tổng Tham mưu trưởng Quân Giải phóng Nhân dân Trung Quốc, sĩ quan trẻ nhất cấp Quân khu tại thời điểm đó.
Tháng 10 năm 2012, Thái Anh Đĩnh được bổ nhiệm giữ chức vụ Tư lệnh Quân khu Nam Kinh. Ngày 14 tháng 11 năm 2012, tại Đại hội Đảng Cộng sản Trung Quốc lần thứ 18, ông được bầu làm Ủy viên Ban Chấp hành Trung ương Đảng Cộng sản Trung Quốc khóa XVIII. Tháng 7 năm 2013, Thái Anh Đĩnh được thăng quân hàm Thượng tướng.
Tháng 2 năm 2016, ông được bổ nhiệm làm Viện trưởng Viện Hàn lâm Khoa học Quân sự Trung Quốc.
Tháng 1 năm 2017, Thái Anh Đĩnh được miễn nhiệm chức vụ Viện trưởng Viện Hàn lâm Khoa học Quân sự, kế nhiệm ông là Trung tướng Trịnh Hòa.